# Willem Albert van Grysperre

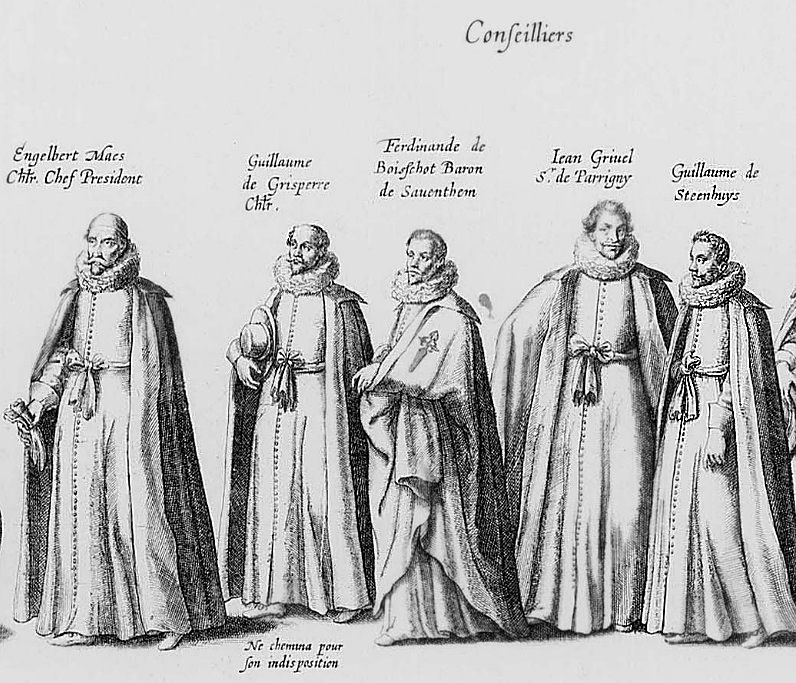
Kanselier Grysperre, tweede van links

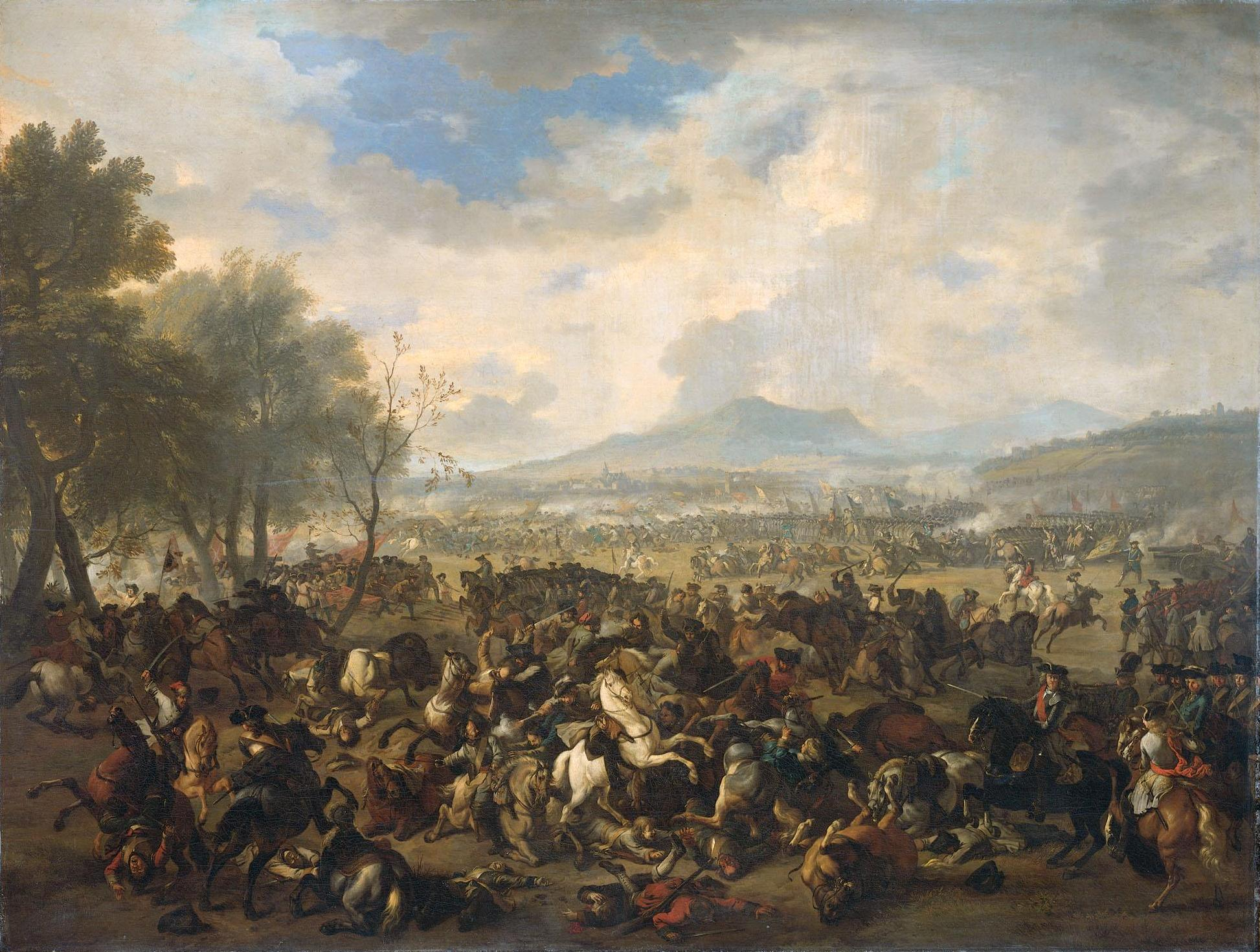
Franse nederlaag in de Slag bij Ramillies (1706): Grysperre koos de zijde van de Brits-Nederlandse machthebbers.

Willem Albert van Grysperre (Brussel, november 1637 – Brussel, 20 januari 1725) was magistraat en kanselier van het hertogdom Brabant (1699-1725) zowel onder Spaans bestuur, tijdens het Anjouaans bewind, onder Brits-Nederlands bestuur als in de Oostenrijkse Nederlanden. Hij werd geadeld tot baron van Gooik en Libersart.

## Levensloop
Grysperre werd gedoopt in Brussel, in de Sint-Jacob-op-Koudenberg, op 15 november 1637. Zoals zijn vader en grootvader ging hij in de magistratuur. Van 1678 tot zijn dood (1725) was hij raadsheer in de Grote Raad van Mechelen. Hij combineerde dit later met lid van de Geheime Raad van de Spaanse Nederlanden. Kortstondig was hij voorzitter van de Koninklijke en Hoge Raad der Nederlanden in Madrid (1688-1689) doch keerde snel terug naar Brussel. Hij werd immers bevorderd tot voorzitter van de Grote Raad van Mechelen (1690). Dit voorzitterschap ging gepaard met een zetel in de Raad van State van de Spaanse Nederlanden. In 1691 werd hij geadeld met de titel baron van Gooik. Hij liet zijn broer Filips-Jozef eveneens in de adelstand verheffen (1693) met de titel baron van Libersart; na de dood van zijn broer noemde Grysperre zich baron van Gooik en Libersart.
Vanaf 1699 tot zijn dood (1725) was Grysperre kanselier van het hertogdom Brabant. Zijn eerste taak was de gilden van lakenhandelaars tevreden houden. Hiervoor beslisten de Spaanse Nederlanden elke invoer van vreemd laken te verbieden. Doch buitenlandse mogendheden protesteerden in Brussel tegen deze gang van zaken. Bij de lakengilde brak er oproer uit omdat het invoerverbod niet streng genoeg was. Landvoogd Maximiliaan Emmanuel van Beieren moest het oproer in Brussel hardhandig neerslaan. Ook kanselier Grysperre was het mikpunt van de oproerkraaiers.
In 1700 stierf koning Karel II van Spanje. De Spaanse Nederlanden werden verfranst onder het Anjouaans bewind. Kanselier Grysperre ondersteunde de Franse invloed. In 1702 zetelde hij in het nieuwe bestuur van de Zuidelijke Nederlanden. De bijnaam van Grysperre was fort français et jésuite, wat betekent sterk Fransgezind en jezuïtisch. Dit laatste wees op de vervolging van de jansenisten in de Zuidelijke Nederlanden. Deze vervolging werd opgelegd door Versailles. Niet iedereen in Brussel volgde de politiek van kanselier Grysperre; het jansenisme werd gezien als een politieke stroming, los van de koning van Frankrijk. Kanselier Grysperre was op het hoogtepunt van zijn macht in Brabant en de Zuidelijke Nederlanden. 
Na de Slag bij Ramillies (1706) viel de Franse invloed weg. Britse en Staatse troepen trokken door de Zuidelijke Nederlanden. Grysperre mocht van de Britten en Nederlanders blijven zetelen als raadsheer en als kanselier.
Na de Vrede van Utrecht (1713) kwamen de Habsburgers aan de macht in de Zuidelijke Nederlanden. Grysperre mocht opnieuw in al zijn functies blijven. Grysperre ondersteunde de nieuwe gouverneur-generaal, markies van Prié. In de jaren 1717-1719 braken er opnieuw onlusten uit in Brussel. Grysperre verhuisde van Brussel naar Mechelen omdat markies van Prié bezorgd was om de veiligheid van de kanselier. De oproerkraaiers sloegen de Brusselse residentie van kanselier Grysperre kort en klein, alsook de kanselarij van Brabant. Later keerde de rust weer. Grysperre bestuurde Oostenrijks-Brabant en de Oostenrijkse Nederlanden onder gezag van markies van Prié. In 1725 stierf Grysperre; hij werd begraven in de Kathedraal van Sint-Michiel en Sint-Goedele in Brussel. Na de begrafenis vertrok markies van Prié naar Wenen omwille van een aanslepende zaak van corruptie.